# Prairie du Chien, Wisconsin
Prairie du Chien là một thành phố thuộc quận Crawford, tiểu bang Wisconsin, Hoa Kỳ. Năm 2000, dân số của thành phố này là 6018 người.